# فرنسيسكو فيتال
فرنسيسكو فيتال هو لاعب كرة قدم ومدرب كرة قدم برتغالي في مركز الهجوم، ولد في 27 يونيو 1954 في براغا في البرتغال. شارك مع منتخب البرتغال لكرة القدم. أما مع النوادي، فقد لعب مع ريال بيتيس وسبورتينغ لشبونة ونادي بنفيكا ونادي بوافيشتا ونادي بورتو ونادي بيكامكس بين دونغ ونادي بيلينينسش ونادي ريبيراو ونادي فارنزي ونافال.

## وصلات خارجية
- فرنسيسكو فيتال على موقع قاعدة بيانات كرة القدم.إي يو (الإنجليزية)
- فرنسيسكو فيتال على موقع ناشيونال فوتبول تيمز (الإنجليزية)
- فرنسيسكو فيتال على موقع عالم كرة القدم.نت (الإنجليزية)